# Теплиново (Владимирская область)
Теплиново — деревня в Собинском районе Владимирской области России, входит в состав Куриловского сельского поселения.

## География
Деревня расположена на берегу речки Вежболовка в 3 км на юго-восток от центра поселения деревни Курилово и в 11 км на север от райцентра города Собинка.

## История
В конце XIX — начале XX века деревня входила в состав Кузнецовской волости Владимирского уезда, с 1924 года — в составе Ставровской волости. В 1859 году в деревне числилось 24 двора, в 1905 году — 37 дворов, в 1926 году — 44 хозяйства.
С 1929 года деревня входила в состав Кочуковского сельсовета Ставровского района, с 1932 года — в составе Карачаровского сельсовета Собинского района, с 1945 года деревня вновь в составе Ставровского района, с 1954 года — в составе Бабаевского сельсовета, с 1959 года — в составе Юровского сельсовета, с 1965 года — в составе Собинского района, с 1976 года — в составе Куриловского сельсовета, с 2005 года — Куриловского сельского поселения.

## Население
| 1859 | 1905 | 1926 | 2002 | 2010 | 2021 |
| ---- | ---- | ---- | ---- | ---- | ---- |
| 151  | ↗203 | ↗220 | ↘6   | ↘1   | ↗8   |